# Francombat
Il francombat è un'arte marziale francese, simile al ju jitsu. È stato creato nel 1988 da Alain Basset e Dominique Dumolin.
Il francombat è praticato particolarmente nel sud della Francia. Ci sono scuole di francombat a Parigi, Bordeaux e Montpellier.
Questa arte marziale si basa sulla strategia e sulla conoscenza del corpo umano. Durante gli allenamenti, gli istruttori sono vestiti di rosso e gli studenti sono vestiti di verde. Secondo i praticanti di questa disciplina, l'efficia nella lotta dipende da tre fattori: 
- la buona forma fisica
- la conoscenza delle tecniche e della strategia
- il buon controllo dello stress

L'allenamento di francombat si basa su: 
- la pratica sportiva intensiva
- l'istruzione completa della tecnica di lotta nei limiti della strategia
- l'allenamento per controllare lo stress
- il rispetto della legge.